# Al-Shabab Club
Actualités
Al-Shabab Club (en arabe : الشباب) est un club bahreïni de football fondé en 2001 et basé dans la ville de Jidhafs. Il partage le stade national de Bahreïn avec d'autres clubs, le nom de l'équipe Al Shabab signifie littéralement "la jeunesse".
L'équipe a participé à la Ligue des champions arabes 2006, mais a été éliminée au premier tour par le club irakien Al-Talaba. Elle est surnommée Les Maronis car son logo contient la couleur marron.

## Historique
- 2001 : fusion entre 7 clubs : Addiya- Sanabis- Jidhafs- Annaim- Sehla- Karranah- Karbabad sur le nom de  Al Shabab[1].

## Palmarès
Championnat d'Arabie saoudite (6)
Champion : 1990-1991, 1991-1992, 1992-1993, 2003-2004, 2005-2006 et 2011-2012.
Vice-champion : 1981-1982, 1984-1985, 1988-1989, 1997-1998 et 2004-2005.
| Compétitions nationales |
| --- |
| Compétitions actuelles - Coupe du Roi (1) - Vainqueur : 2004. - Finaliste : 2005 - Supercoupe (1) - Vainqueur : 2004 - Championnat du Bahrein D2 (4) - Champion : 1979, 2012, 2017, 2022 |

## Note et référence
1. 1 2  « معلومات عن نادي الشباب البحريني », sur www.kooora.com (consulté le 30 mai 2023)
2. ↑  « ميرزا أحمد رئيسا لمجلس إدارة نادي الشباب », sur www.alayam.com (consulté le 30 mai 2023)
3. ↑  « الماحوزي يعود لبيته مدربًا لفرقة «الماروني» », sur www.alayam.com (consulté le 30 mai 2023)
4. ↑  Seuls les principaux titres en compétitions officielles sont indiqués ici.
5. ↑  « الماروني لقب نادي الشباب », sur www.albiladpress.com (consulté le 30 mai 2023)
6. ↑  « فريق نادي الشباب لكرة القدم بطل كأس الملك », sur www.bsm.gov.bh (consulté le 30 mai 2023)